# Riba ribi grize rep
Riba ribi grize rep je američki animirani film iz 2004. koji je distribuirao DreamWorks Animation. Glavne glasove posudili su Will Smith, Jack Black, Robert De Niro, Renée Zellweger, Martin Scorsese i Angelina Jolie. Priča govori o mladoj ribi Oscaru koja tvrdi da je ubila sina morskog psa. Film se izvorno trebao zvati Sharkslayer, ali se producenti nisu složili. Iako film nije dobio pozitvne kritike, bio je nominiran za Oscara, te je zaradio 367 275 019 dolara.

## Uloge
| Ime      | Engleska verzija  | Hrvatska verzija |
| -------- | ----------------- | ---------------- |
| Oscar    | Will Smith        | Krešimir Mikić   |
| Angie    | Renée Zellweger   | Olga Pakalović   |
| Lola     | Angelina Jolie    | Jadranka Đokić   |
| Don Lino | Robert De Niro    | Željko Vukmirica |
| Sykes    | Martin Scorsese   | Pero Juričić     |
| Lenny    | Jack Black        | Franjo Dijak     |
| Franko   | Michael Imperioli | Marinko Prga     |
| Renzo    | Doug E. Doug      | Mladen Badovinac |
| Enzo     | Ziggy Marley      | Aleksandar Antić |

Ostali glasovi:
- Mladen Badovinac
- Jasna Bilušić
- Dražen Bratulić
- Mirela Brekalo
- Roman Wagner
- Aleksandar Cvjetković
- Alisa Erceg
- Zoran Gogić
- David Jakovljević
- Filip Juričić
- Dan Kanceljak
- Vlado Kovačić
- Jasna Palić-Picukarić
- Nika Poljak
- Renata Sabljak
- Ranko Tihomirović
- Ivana Vlkov Wagner

- Sinkronizacija: Duplicato Media d.o.o.
- Redateljica dijaloga i vokalnih izvedbi: Ivana Vlkov Wagner
- Prijevod, adaptacija i stihovi dijaloga: Lara Hölbling Matković